# Elastopatia
Elastopatia (należąca do chorób tkanki łącznej, CTD, connective tissue disorder) – wrodzona dysfunkcja tkanki łącznej. Choroba dziedziczona jest w sposób autosomalny recesywny. Na poziomie komórkowym zachodzi produkcja nieprawidłowej tkanki łącznej, zawierającej mniejszą ilość włókien kolagenowych drugiego typu, co w rezultacie skutkuje powstaniem tkanki o słabszej wytrzymałości na rozciąganie. We krwi pacjentów z elastopatią może być więcej elastazy i proteazy, które rozkładają tkankę łączną. Dysfunkcja ta objawia się m.in. nadmierną wiotkością stawów.
Chorzy są podatni na kontuzje i bóle stawów, również gdy przyczyną jest pogoda. Obecnie nie ma skutecznego leczenia objawów, możliwa jest jednak regeneracja stawów poprzez przyjmowanie glukozaminy.